# Adélaïde de Tours
Adélaïde (Aelis) de Tours (c.820-c.866) est une des filles de Hugues de Tours et de sa femme Ava.

## Biographie
Elle a épousé Conrad Ier de Bourgogne avec qui elle a eu au moins deux enfants, Hugues l'Abbé et Conrad II de Bourgogne. En outre, la légende de la dernière branche souabe de la branche aînée de la Maison de Welf attribue à Conrad et à Adélaïde un autre fils, Welf, filiation considérée comme probable.
Après la mort de son mari vers 864, des historiens ont émis l'hypothèse qu'elle aurait pu se remarier avec Robert le Fort et être la mère de ses deux fils, Eudes et Robert Ier.
Le petit-fils de Robert Ier (peut-être son fils) est Hugues Capet, le premier roi capétien .